# Fallopia schischkinii
Fallopia schischkinii là một loài thực vật có hoa trong họ Rau răm. Loài này được Tzvelev mô tả khoa học đầu tiên năm 1987.